# Lutumba Simaro
Simon Lutumba Ndomanueno, más conocido como Lutumba Simaro (Léopoldville, 19 de marzo de 1938-París, 30 de marzo de 2019), fue un miembro del legendario grupo congoleño T.P.O.K. Jazz que dominó la música congoleña entre las décadas de 1960 y 1980.

## Biografía

#### Comienzos artísticos (1958 - 1961)
Una orquesta juvenil del vecindario de Saint-Jean (actualmente Lingwala), se situaba la orquesta Micra Jazz. Simaro hizo su debut allí su carrera musical gracias a un amigo llamado Tanglin que lo empujó a unirse a este grupo musical. Nunca han sacado un disco.
Salió de Micra Jazz en 1959 y se unió a Kongo Jazz con Gérard Madiata, Henri Bowule, etc.
Su primera canción, cuyo título se toma de su apodo (Simarocca), no recibe la atención de los amantes de la música. Salió en 1961, para entrar en su grupo con composiciones más notables, L'OK Jazz.

#### OK Jazz y éxitos (1961 - 1994)
Su orquesta de toda la vida, Simaro es prolífica. Compuso canciones que lo hicieron famoso. La opinión pública lo llama poeta porque sus letras están teñidas de un sabroso lirismo que suaviza los corazones de los amantes de la música. Entró en 1961. En 1974, tras componer la canción Mabele (cantada por Sam Mangwana), empezaron a llamarle poeta por la letra sabia y profecías que había en la canción. En 1978, fue arrestado después de que Franco grabase tres canciones explícitas: Sous-Alimentation, Jackie y Helene. Como recibían muchas visitas de fanes en la prisión de Makala, fueron transferidos a una prisión en el Bajo Zaire. A mediados de los años 1980, fue nombrado por Franco, vicepresidente del T.P.O.K. Jazz. La orquesta quedó bajo su liderazgo en octubre de 1989, después de la muerte de Franco Luambo Makiadi en Namur. Sacaron 4 álbumes después de que tome el liderazgo del grupo. En 1993, tras conflictos financieros con Lutumba y la familia de Luambo, OK Jazz se separó y quedó inactivo hasta 1996. Simaro, Josky Kiambukuta y Ndombe Opetum fundaron Bana OK, un grupo formado a partir del T.P.O.K. Jazz.

#### Bana OK y júbilo (1994 - 2018)
En 1993, después del divorcio con la familia Luambo, Lutumba crea, con Josky Kiambukuta y Ndombe Opetun, la orquesta Bana OK. El grupo produce varios álbumes. Las composiciones de Lutumba ocupan un lugar destacado en la discografía del grupo. Lanzan su primer álbum, Bakitani. En 1997, celebra sus 36 años de carrera profesional con su grupo y artistas como Pepe Kalle y Mbilia Bel lanzando el álbum Trahison. En 2018, le deja el grupo al vocalista Manda Chante. Como dijo su canción Mabele, le harían una estatua de su cabeza, y fue hecho por el gobierno. Le entregó su guitarra al expresidente de la República Democrática del Congo, Joseph Kabila.

#### Últimos días y fallecimiento (2018 - 2019)
Celebró su cumpleaños el 19 de marzo de 2019. A finales de marzo de 2019, viajó a Francia para curarse de la enfermedad que tenía y el 30 de marzo de 2019, Simon Lutumba Ndomanueno alias Lutumba Simaro, falleció.

##### Colaboraciones
En 1969, con permiso de Franco, grabó una canción con Verckys llamada Okokoma Mokristo. Colaboró también en 1971 con el grupo Mi Amor grupo de apoyo para desarrollar su talento como compositor. Las canciones son producidas por La Musete, el sello de Loukelo Menayame. La orquesta Mi está compuesta por unos pocos músicos de Ok Jazz. Lutumba escribió una canción para la estrella en ascenso de la época, Mpongo Love y su grupo Tsheke Tsheke Love. Editado por Toulmonde, la etiqueta de Ngwango Selija, el exgerente de Afrisa de Tabu Ley. La canción se titula Monama Elima. Se publicó en 1977. Primera colaboración con el fundador de Viva La Música, Papa Wemba. Lanzaron la canción Telegramme. Lutumba produce este título que sale bajo la etiqueta de Masiya. Se publicó en 1979. En 1984 - 1985, colabora con Pepe Kalle y Carlito Lassa, que cantaron otro de sus mayores éxitos, Maya.

## Discografía

#### T.P.O.K. Jazz
- 1972 : Franco Et L'O.K. Jazz
- 1973 : Franco & L'O.K. Jazz 73
- 1974 : Mabele
- 1976 : 20éme Anniversaire (1956 - 1976)
- 1977 : Live Recording Of The Afro-European Tour
- 1979 : Franco & Le T.P.O.K. Jazz á Paris
- 1980 : 24 ans d'âge (1956 - 1980)
- 1980 : On Entre OK, On Sort KO (Vol. 1 / 2)
- 1980 : À Bruxelles, On Entre O.K. On Sort K.O.
- 1981 : Keba Na Matraque (Vol. 1 - 5)
- 1982 : Disque D'Or Et Maracas D'Or 1982 - On Entre O.K. On Sort K.O.
- 1982 : Franco et Le T.P.O.K. Jazz se déchaînent
- 1982 :  A 0 Heure Chez 1-2-3
- 1982 : Odongo (Coopération)
- 1984: Franco et le T.P. O.K. Jazz à L'Ancienne Belgique
- 1984 : Très Impoli
- 1984 : Chez Rythmes Et Musiques À Paris
- 1984 : Safari Club de Bruxelles
- 1984 : Chez Fabrice à Bruxelles
- 1985 : Mario
- 1985 : F.C. 105 De Libreville
- 1985 : Mario II
- 1986 : Special 30 Ans Par Le Poète Simaro Et Le Grand Maître Franco
- 1986 : Le Grand Maître Franco et ses stars du T.P. O.K. Jazz à Nairobi
- 1986 : Bois Noir
- 1987 : Animation Non Stop
- 1987 : Ekaba Kaba (Yo Moko Okabeli Ngai Ye)
- 1988 : Anjela
- 1990 : Hommage à Luambo
- 1991 : Somo !
- 1992 : Maby...Tonton Zala Sérieux
- 1993 : Chaude Ambiance

##### Con Bana OK
- 1993 : Bakitani
- 1994 : Cabinet Molili
- 1994 : Ingratitude
- 1995 : Les Quatre Opérations
- 1995 : Faute Ya Commerçant
- 1997 : Trahison
- 1999 : Toucher Jouer
- 2004 : Procès
- 2014 : Encore Et Toujours (Vol. 1 & 2)

- Datos: Q7517383